# Phare de Sturgeon Bay

Le phare de Sturgeon Bay (en anglais : Sturgeon Bay Canal North Pierhead Light), est un phare du lac Michigan situé à l'extrémité de la jetée nord  de Sturgeon Bay dans le Comté de Door, Wisconsin.

## Historique
Le premier phare, mis en service en 1882, a été construit sur la jetée à l'entrée du canal maritime de Sturgeon Bay (en) qui relie le lac Michigan à Green Bay, traversant la partie la plus étroite de la péninsule de Door.
Le phare actuel, datant de 1903, marque l'entrée est du canal maritime de Sturgeon Bay, du côté du lac.

## Description
Le phare  est une tour cylindrique en fonte de 11 m de haut, avec galerie et lanterne, attachée à un bâtiment de signal de brouillard. La totalité du bâtiment est rouge.
Il émet, à une hauteur focale de 12 m, un éclat blanc par période de 2.5 secondes. Sa portée est de 9 milles nautiques (environ 17 km). Il est équipé d'une corne de brume émettant deux souffles de 2 secondes toutes les 30 secondes, selon besoin.
Identifiant : ARLHS : USA-822 ; USCG :  7-21005  .

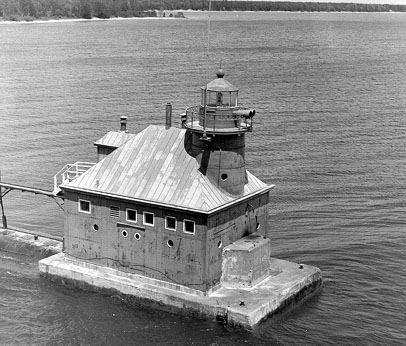
Le phare (photo USCG)
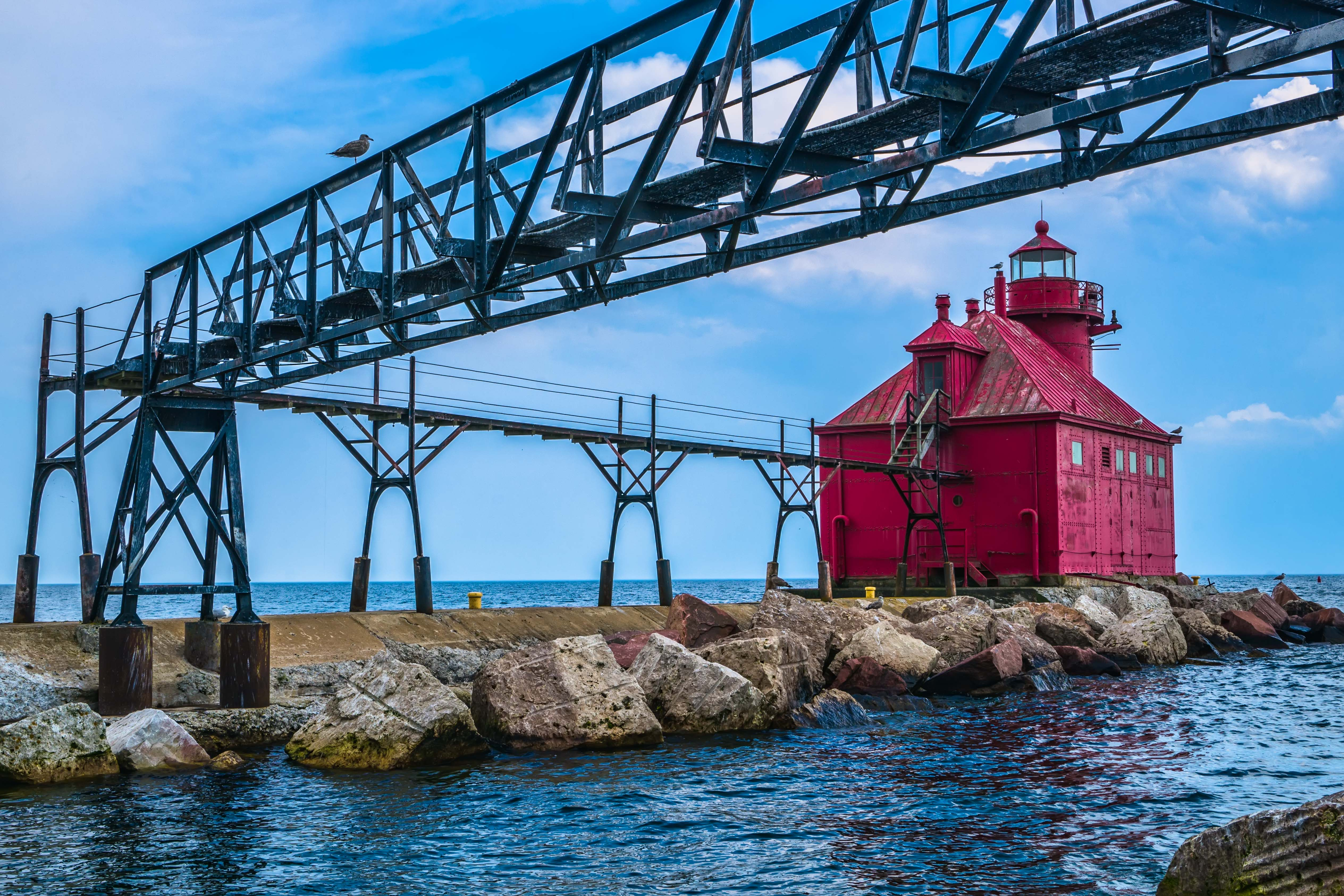
La jetée
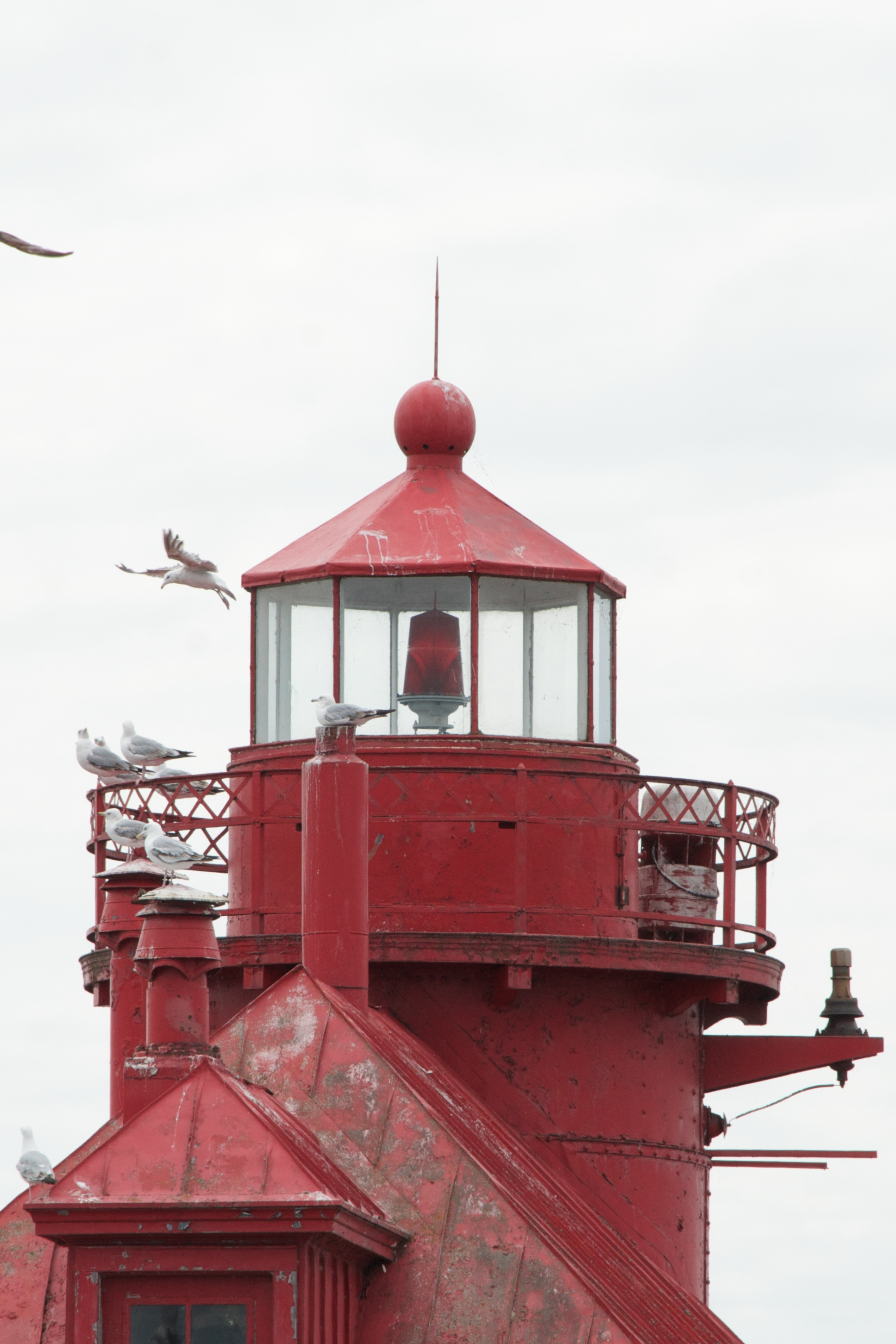
La lanterne

### Lien connexe
- Liste des phares du Wisconsin